# Luftsack (Pferd)

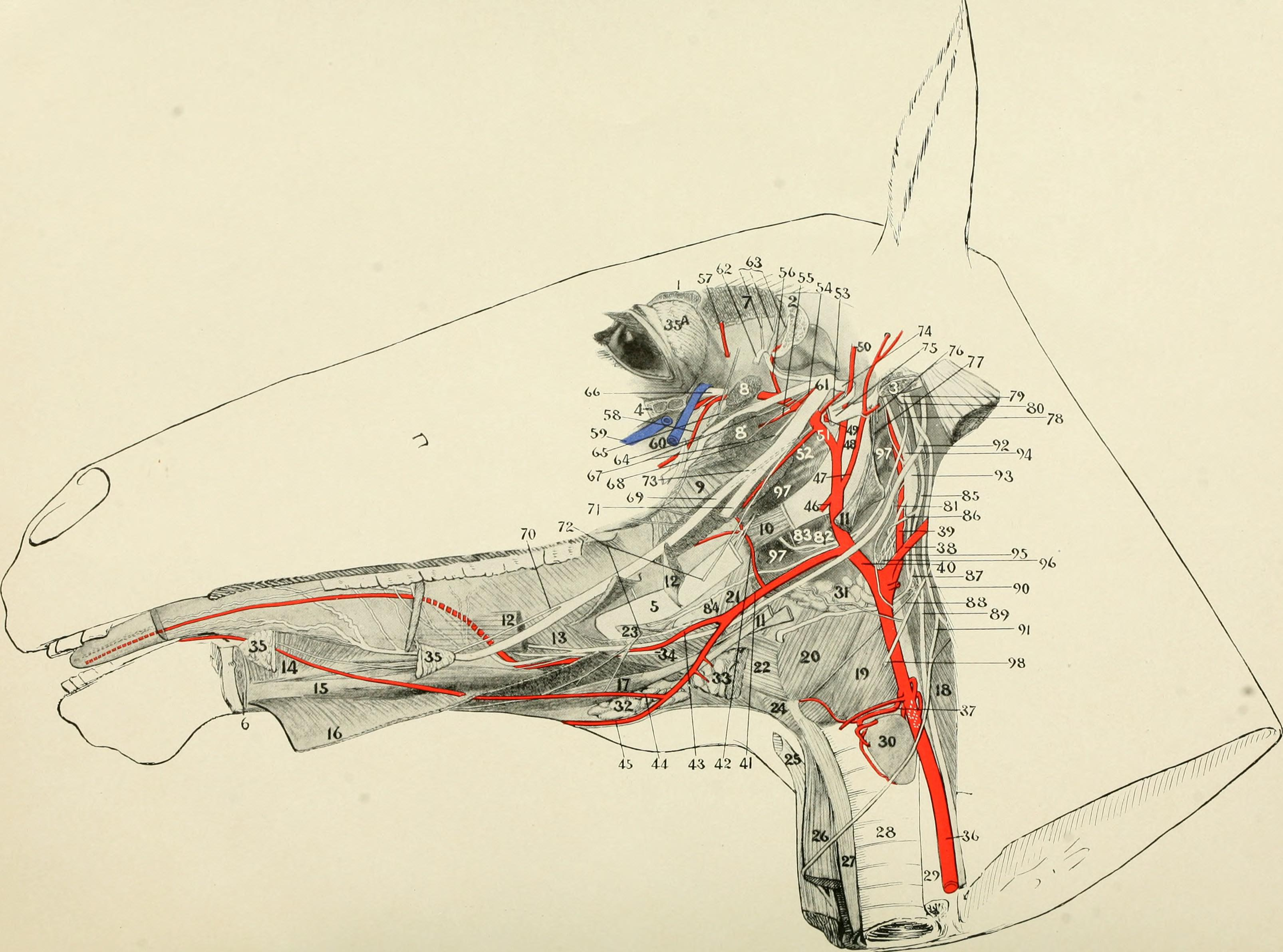
Mittlere Schicht des Kopfes eines Pferdes, Luftsack Nr. 97

Der Luftsack der Equiden (Diverticulum tubae auditivae) ist eine große, blasenförmige Erweiterung der Ohrtrompete (Tuba auditiva) bei Pferdeartigen und einigen anderen Unpaarhufern (Tapire, Nashörner) sowie Klippschliefern. Über seine funktionelle Bedeutung gibt es mehrere Theorien. Am wahrscheinlichsten erscheint, dass er als eine Art Gehirnkühler funktioniert, da die innere Kopfarterie (Arteria carotis interna) durch ihn verläuft. Da der Luftsack über die Ohrtrompete mit dem Nasenrachen in offener Verbindung steht, können Infektionserreger in den Luftsack eindringen. Daher sind Luftsackerkrankungen nicht selten und können sogar tödlich enden.

## Lage und anatomische Beziehungen
Zwischen der Schädelbasis und dem Schlundkopf direkt unter der Ohrspeicheldrüse liegt beiderseits je ein etwa 300 ml fassender Luftsack. Er grenzt an das Mittelohr, Kopfgelenk und Kiefergelenk. Durch den großen Ast des Zungenbeins wird er in eine laterale und mediale Bucht unterteilt. Direkt an der Luftsackwand liegen einige wichtige Nerven und Gefäße des Kopfes, die bei Vereiterungen geschädigt werden können:
- Arteria carotis interna
- Arteria carotis externa
- Gehirnnerven V, VII, IX, X, XI und XII
- Ganglion cervicale craniale des Sympathikus
- Retropharyngeallymphknoten

## Wichtige Erkrankungen
- Luftsackmykose: Sie ist die am meisten gefürchtete Erkrankung, die durch Schimmelpilze (Aspergillus fumigatus) hervorgerufen wird. Luftsackmykosen sind kaum zu behandeln und bei chronischem Verlauf sehr problematisch, da die Gefahr besteht, dass die Schimmelpilze auch die Arteria carotis interna angreifen und diese dann platzt, was zum Verbluten führen kann. Mittlerweile gibt es allerdings einige modernere Therapieverfahren, die die Prognose deutlich verbessern. So ist zum Beispiel die Ligatur der betroffenen Gefäße mittels transendoskopischer Clipapplikation möglich. Auch Lähmungen einzelner Gehirnnerven treten bei Mykosen auf; diese Fälle sind prognostisch deutlich ungünstiger.
- Luftsackempyem: Die Eiteransammlung ist meist durch Bakterien bedingt. Häufig tritt sie bei der Druse auf, einer Streptokokken-Infektion der oberen Luftwege.
- Luftsacktympanie: Eine Luftansammlung kann bei gestörter Funktion der Tubenklappe auftreten und zu einer starken Erweiterung des Luftsacks führen.